# Sanikel
Sanikel (Sanicula europaea), også kaldt Almindelig Sanikel er en flerårig plante i skærmplante-familien. Det er en 20-40 centimeter høj urt med en stængel, der som regel er bladløs. Bladene er grundstillet i roset og er langstilkede med håndfligede, uregelmæssigt takkede afsnit. De rødlige eller hvidlige blomster sidder i kuglerunde hoveder, der er samlet i en skærmlignende stand for enden af stænglen. Sanikel er udbredt i Europa, Afrika og Asien. I Vest- og Nordeuropa vokser arten i løvskove i lavlandet, i Mellemeuropa og Middelhavsområdet vokser den i bjergskove og i tropisk Afrika og Asien i højfjeldsområder.
I Danmark er Sanikel almindelig i muldrige løvskove og krat, især i kalkrige bøgeskove. Den blomstrer i maj og juni.